# Vania Vargas
Vania Vargas (Quetzaltenango, 12 de enero de 1978) es una poeta, narradora, editora y periodista cultural guatemalteca.

## Biografía
Nació en el departamento de Quetzaltenango. Su madre, maestra de educación primaria se graduó gracias a una beca financiada por gente particular que creyó en ella. Se involucró en el mundo de los libros desde muy pequeña por su tío, Robin Rossell, poseedor de una gran biblioteca. La literatura policíaca y fantástica fue parte de sus primeras lecturas. En aquel momento sus padres no le permitieron trasladarse a la ciudad de Guatemala para estudiar literatura. Optó por estudiar ciencias de la comunicación. 
Su primer trabajo como periodista fue en  “El Nuevo Quetzalteco”, que luego se convirtió en “El Quetzalteco” cubriendo notas rojas y tribunales. Este trabajo le permitió el contacto con la realidad y desarrolló su conciencia social.  En 2002, migró a la capital y estudió Literatura. Se graduó de la Universidad de San Carlos de Guatemala en el año 2009. Su primera publicación fue con Catafixia editorial. Fue en la colección "La malla"  junto al libro de Maurice Echeverría y los de los mexicanos Yaxquin Melchi y René Morales Hernández. Anteriormente, su trabajo literario se había publicado en periódicos y revistas, como La Ermita, Algarero cultural, La Revista de la Universidad de San Carlos, Magna Terra o Contratiempo.
También ha formado parte de las Antologías Microfé: poesía guatemalteca contemporánea (Catafixia editorial, 2012) y El futuro empezó ayer. (Catafixia editorial, 2013). 
En 2014 publicó el libro para niños Los habitantes del aire (Editorial Cultura, 2014).
Su trabajo narrativo es parte de las antologías Brevísimos dinosaurios (CCE, Guatemala, 2009), y de Ni hermosa ni maldita, narrativa guatemalteca actual (Alfaguara 2012). En 2016 presentó Después del fin una serie de relatos breves que hablan de la vida, la ciudad, la cotidianidad y de la muerte.  En 2018 apareció el libro de micro ficciones basadas en sueños, titulado Cuarenta noches (Sophos).  
Es, además, coordinadora de los libros de ensayos Nuevo Signo: siete poetas para nombrar un país (Editorial Cultura, 2018); y Luz: trayecto y estruendo -una aproximación colectiva a su legado literario- (Editorial Cultura 2019).  
Vargas ha sido escritora invitada a la FIL Zócalo 2012, la Feria del Libro de Panamá 2016, y la Feria del libro de Guadalajara en 2018; así como a los departamentos de Español de la Universidad de Stanford, en San Francisco, California, y la Universidad de Copenhague. Ha participado, también, en los Festivales Internacionales de Poesía de Nueva York, Granada, Nicaragua, Quetzaltenango y Montevideo. También ha compartido su obra en el marco de las celebraciones del día del libro 2017 del Distrito Metropolitano de Quito y la Red de Bibliotecas Metropolitanas.

## Publicaciones
- Cuentos infantiles, Catafixia Editorial (2010)
- Quizás ese día tampoco sea hoy, Editorial Cultura (2010)
- Señas particulares y cicatrices, Catafixia Editorial (2015)
- Los habitantes del aire, Editorial Cultura (2014)
- Después del fin, Editorial del Pensativo ( 2016)
- Cuarenta noches, Sophos (2018)
- Nuevo signo: siete poetas para nombrar un país (Editorial Cultura, 2018) Coordinadora
- Luz, trayecto y estruendo -un acercamiento al legado literario de Luz Méndez de la Vega- (Editorial Cultura, 2019) Coordinadora
- Relatos verticales (reunión de poesía), Editorial del Pensativo (2019)
- El cuaderno del fin del mundo, Editorial Celsius 232 (2021)
- Un mi rinconcito: el Sophos de Marilyn Pennington Sophos (2023)
- Generalidades y reglas de la fuga, Sophos (2024)

## Antologías
- Brevísimos Dinosaurios, CCE (2009)
- Microfé. Poesía guatemalteca contemporánea, Catafixia Editorial (2012)
- El futuro empezó ayer, Catafixia Editorial (2012). Apuesta por las nuevas escrituras de Guatemala, Catafixia Editorial-UNESCO (2012)
- Ni hermosa ni maldita: Narrativa guatemalteca actual,  Alfaguara (2012)
- Antología de literatura guatemalteca actual, Revista Punto de Partida, UNAM (2015)
- Poesía guatemalteca actual, edición n.º 37 de la Universidad de la Rioja, Logroño, España (2015)
- Al centro de la belleza, Metáfora Editorial (2017)
- Tierra breve: antología centroamericana de microficción, Índole editores (2017)
- Narradoras guatemaltecas, Loqueleo (2019)
- Poesía guatemalteca,  Loqueleo (2019)
- Antología de microficción centroamericana "Aquí  hay dragones", La pereza ediciones (2020)
- Historias mínimas, antología de microficción latinoamericana, Dentro, Perú (2020)
- Ovejas negras, antología de microficción guatemalteca, Parutz editorial, (2024)
- Mejor será el olvido, narrativas latinoamericanas, Panamericana Editorial (2024)